# Jean-Marie De Koninck
Pour les articles homonymes, voir Koninck.
Jean-Marie De Koninck (né en 1948) est un mathématicien québécois. Il est professeur à l'Université Laval de Québec depuis 1972.

## Biographie
Il est le fils du philosophe et théologien Charles De Koninck et le frère du géographe Rodolphe De Koninck, du philosophe Thomas De Koninck, du psychologue Joseph De Koninck, ainsi que de la sociologue Maria De Koninck.

### Œuvre mathématique
Ses principaux domaines de recherche sont en théorie analytique des nombres, dans les domaines de la distribution des nombres premiers, de la factorisation des nombres, du comportement asymptotique des fonctions arithmétiques, et de la fonction zêta de Riemann.
Il est l'auteur ou coauteur de plus de 90 articles publiés dans des revues scientifiques avec comité de lecture. Il a aussi écrit 12 livres.
Côté vulgarisation des sciences, il est l'auteur d'une série télévisée de 29 épisodes pour rendre les mathématiques accessibles à tous, C'est mathématique!, ainsi que d'un spectacle de vulgarisation scientifique nommé Show Math, projet phare du programme Sciences et Mathématiques en Action qu'il a créé en 2005 à l'Université Laval.
De 2005 à 2007, il a occupé le poste de président de l'Association mathématique du Québec. Il a été, durant cette même période, membre du conseil d'administration de l'ACFAS.

### Œuvre sociale et sportive
Il est le président-fondateur de l'Opération Nez rouge, organisation sans but lucratif née en 1984 et dédiée au raccompagnement, pendant la période des fêtes, de personnes qui ne se sentent pas aptes à conduire leur véhicule. L'Opération Nez rouge, qui a effectué plus d'un million de raccompagnements depuis sa création, a pu compter sur le support de plus de 50 000 bénévoles en 2009. Cette initiative, qui connaît maintenant un succès international, recueille annuellement plus de 1 million de dollars canadiens en dons qui sont remis à des organismes voués à la jeunesse et au sport.
Ancien nageur de compétition et adepte du triathlon, il est l'un des fondateurs de l'équipe de compétition du Rouge et Or en natation (équipe sportive de l'Université Laval). Il y a d'abord été entraîneur avant d'en devenir le président. En 1978-1979, il obtenait le prix d' « Entraîneur de natation masculin de l'année » de Sport interuniversitaire canadien.
Il est de plus analyste pour la société Radio-Canada lors de compétitions d'élites télévisées en natation, entre autres lors de 7 présentations des Jeux olympiques d'été. Il a fondé l'Association des entraîneurs de natation du Québec et est membre du Temple de la renommée de la natation du Québec.
En novembre 2005, il est nommé président du conseil d'administration de l'Association des entraîneurs du Canada par le ministre d'État aux sports, Stephen Owen.
Il assure également la présidence de la Table québécoise de la sécurité routière depuis sa création en décembre 2005.

## Publications
(Liste partielle) 
- (en) (avec A. Ivic) Topics in Arithmetical Functions, North Holland, no 43, 262 p., 1980.
- (avec Armel Mercier) Approche élémentaire de l'étude des fonctions arithmétiques, Les Presses de l'Université Laval, 309 p., 1982.
- (avec Armel Mercier) Introduction à la théorie des nombres 2e édition, Modulo, 254 p., 1997 .
- (avec Armel Mercier) 1001 problèmes en théorie classique des nombres, Éditions Ellipses, Paris, 400 p., 2004.
- (avec Armel Mercier et Norbert Lacroix) Introduction aux mathématiques de l'ingénieur, Éditions Loze, Montréal, 409 p., 2004.

## Distinctions
- 1994 -  Membre de l'Ordre du Canada[3]
- 1999 -  Chevalier de l'Ordre national du Québec[4]
- 2004 - Prix Adrien-Pouliot, décerné par la Société mathématique du Canada pour ses « contributions soutenues et significatives à l'éducation des mathématiques au Canada »[5]
- 2006 - Scientifique de l'année par la société Radio-Canada pour « son rôle exemplaire dans la promotion et le développement des mathématiques au pays »
- 2008 - Premier des Grands Victoris de la Corporation du Gala de l'athlète de l'année, dans le cadre du Gala Victoris Desjardins.
- 2010 - Récipiendaire du grade de docteur en relations humaines (honoris causa) de l'université de Moncton, campus d'Edmundston.
- 2014 -  Officier de l'Ordre du Canada[3]
- 2017 - Récipiendaire de la Médaille d'honneur de l'Assemblée nationale du Québec[6].
- 2018 - Récipiendaire du prix du Conseil de recherches en sciences naturelles et en génie du Canada (CRSNG) pour la promotion des sciences[7].